# Einar Westerberg
Claes Einar Westerberg, född 28 oktober 1893 i Hedvig Eleonora församling i Stockholms stad, död där 8 december 1976, var en svensk militärläkare.
Westerberg avlade medicine licentiat-examen i Stockholm 1919. Åren 1916–1922 hade han förordnanden som underläkare. Han blev marinläkare av andra graden i Marinläkarkåren 1919 och marinläkare av första graden i Marinläkarkåren 1920 samt var biträdande läkare vid Vaxholms kustartilleriregemente 1920–1929 och tillförordnad bataljonsläkare vid Vaxholms grenadjärregemente 1922–1926 och tillförordnad regementsläkare 1926–1927 samt läkare vid Göta livgarde 1928–1931. År 1929 utnämndes han till förste marinläkare och var fästningsläkare vid Vaxholms fästning 1929–1931. Han var förste flygläkare vid Flygstyrelsen 1931–1940 och flygöverläkare 1940–1952. Åren 1931–1975 var han praktiserande läkare i Stockholm. Han tjänstgjorde också som överläkare vid försäkringsbolagen Holmia 1931–1965, Haand i Haand från 1932, National från 1932, Zürich 1939–1967 och Nordeuropa från 1949.
Einar Westerberg invaldes 1944 som ledamot av Kungliga Krigsvetenskapsakademien och utsågs 1954 till medicine hedersdoktor vid Stockholms högskola.